# Пастушок золотодзьобий
Пастушок золотодзьобий (Neocrex erythrops) — вид журавлеподібних птахів родини пастушкових (Rallidae).

## Поширення
Він зустрічається у Південній Америці (Аргентина, Болівія, Бразилія, Колумбія, Коста-Рика, Еквадор, Французька Гвіана, Гаяна, Панама, Парагвай, Перу, Суринам, Тринідад і Тобаго і Венесуела). Його природними біотопами є субтропічні або тропічні сезонно вологі або затоплені низовинні луки та болотисті місцевості.

## Опис
Тіло сягає 18-20 см завдовжки та вагою до 58 г. Характерний жовто-зелений дзьоб з чорним кінчиком і червоною основою. Спина, груди, черево і боки шиї сірого забарвлення; верхній бік крил і хвоста — коричневі або оливкові; біле горло; низ черева з широкими чорно-білими смугами. Ноги — червонуваті. Райдужка ока — червоного кольору.

## Розмноження
Будує кошикоподібне гніздо з стебел трави на пагорбках, що утворені рослинністю. Самиця відкладає до 7 яєць кремового кольору з червонувато-коричневими плямами.